# Дмитровка (Конаковский район)
Дмитровка — опустевшая деревня в Конаковском районе Тверской области. Входит в состав Первомайского сельского поселения.

## География
Находится в юго-восточной части Тверской области на расстоянии приблизительно 18 км на север-северо-восток от города Конаково в левобережной части района.

## История
Деревня возникла в 1830-е годах, после того как в 1823 году местный землевладелец Дмитрий Александрович Жеребцов в этой местности устраивает хрустальный и стеклянный завод. В 1859 году здесь было 8 дворов, в 1900 — 12 дворов. В начале 1930-х годов здесь был создан колхоз с названием «Дмитровка».

## Население
Численность населения: 64 человека (1859 год), 67 (1900), 1 (русские 100 %) в 2002 году, 0 в 2010.